# Селерівілл (Огайо)
Селерівілл (англ. Celeryville) — переписна місцевість (CDP) в США, в окрузі Гурон штату Огайо. Населення — 222 особи (2020).

## Географія
Селерівілл розташований за координатами 41°1′43″ пн. ш. 82°43′38″ зх. д. / 41.02861° пн. ш. 82.72722° зх. д. (41.028734, -82.727332).  За даними Бюро перепису населення США в 2010 році переписна місцевість мала площу 1,34 км², уся площа — суходіл.

## Демографія
Згідно з переписом 2010 року, у переписній місцевості мешкало 210 осіб у 87 домогосподарствах у складі 65 родин. Густота населення становила 157 осіб/км².  Було 97 помешкань (73/км²).
Расовий склад населення:
| - 96,7 % — білих - 1,9 % — осіб інших рас |

До двох чи більше рас належало 1,4 %. Частка іспаномовних становила 5,7 % від усіх жителів.
За віковим діапазоном населення розподілялося таким чином: 19,5 % — особи молодші 18 років, 58,6 % — особи у віці 18—64 років, 21,9 % — особи у віці 65 років та старші. Медіана віку мешканця становила 48,0 року. На 100 осіб жіночої статі у переписній місцевості припадало 114,3 чоловіків;  на 100 жінок у віці від 18 років та старших — 113,9 чоловіків також старших 18 років.
Середній дохід на одне домашнє господарство  становив 75 886 доларів США (медіана — 64 844), а середній дохід на одну сім'ю — 59 501 долар (медіана — 46 164). За межею бідності перебувало 8,7 % осіб, у тому числі 7,4 % дітей у віці до 18 років та 15,8 % осіб у віці 65 років та старших.
Цивільне працевлаштоване населення становило 213 особи. Основні галузі зайнятості: освіта, охорона здоров'я та соціальна допомога — 30,5 %, виробництво — 21,1 %, транспорт — 20,7 %.